# Mikkel Pedersen
Mikkel Pedersen, född den 26 januari 1997 i Struer är en dansk racerförare.